# Oceania (geslacht)
Oceania is een geslacht van neteldieren uit de  familie van de Oceaniidae.

## Soort
- Oceania armata Kölliker, 1853